# Gold Is Where You Find It
 Gold Is Where You Find It és una pel·lícula estatunidenca dirigida per Michael Curtiz, estrenada el 1938.

## Argument
A Califòrnia, es desencadena la febre de l'or, la qual cosa perjudica notablement els sembradors de blat de moro. Els cercadors d'or, en treure el metall de la terra, utilitzen canons d'aigua que surt a molta pressió, amb la qual cosa desmaneguen la terra, tirant impureses a les aigües que banyen les fèrtils terres dels pagesos. Les collites s'estan perdent, arruïnant moltes persones i fins i tot morint en accidents a causa de les inundacions. Un home, el capatàs de la mina, s'enamora de la filla del principal capitost dels vilatans, la qual cosa l'obligarà a prendre partit.

## Repartiment
- George Brent: Jared Whitney
- Olivia de Havilland: Serena 'Sprat' Ferris
- Claude Rains: Coronel Christopher 'Chris' Ferris
- Margaret Lindsay: Rosanne McCooey Ferris
- John Litel: Ralph Edward Ferris
- Marcia Ralston: Molly Featherstone
- Barton MacLane: Slag Martin
- Tim Holt: Lanceford 'Lance' Ferris
- Sidney Toler: Harrison 'Harry' McCooey
- Henry O'Neill: El jutge
- Willie Best: Joshua
- Robert McWade: M. Frank Crouch
- George "Gabby" Hayes: Enoch Howitt
- Russell Simpson: Granger John 'Mac' McKenzie
- Harry Davenport: Dr. 'Doc' Parsons
- Clarence Kolb: Senador Walsh
- Moroni Olsen: Senador George Hearst